# JEF United Icsihara Csiba Reserves
A JEF United Icsihara Csiba Reserves (ジェフユナイテッド市原・千葉リザーブズ) egy japán labdarúgócsapat, az első osztályban játszó JEF United Icsihara Csiba tartalékos csapata volt. A klubot 1995-ben alapították, 2006-tól 2011-ig a harmadosztályban szerepelt. A csapatot 2011. december 11-én megszübtették pénzügyi problémák miatt. Hazai mérkőzéseit a Ichihara Seaside Stadiumban tartották.

## Az egyesület nevei
- Icsihara Sports Club (1995–2002)
- JEF United Icsihara Amateur Team (2003–2004)
- JEF United Icsihara Csiba Amateur Team (2005)
- JEF United Icsihara Csiba Club (2006)
- JEF United Icsihara Csiba Reserves (2007–2011)

## Eredményei a harmadosztályban
| Szezon | Poz | P  | M  | Gy | D  | V  | Lg | Kg | Gk  | Császár kupa      |
| ------ | --- | -- | -- | -- | -- | -- | -- | -- | --- | ----------------- |
| 2006   | 12  | 35 | 34 | 11 | 2  | 21 | 52 | 68 | -16 | Első selejtező    |
| 2007   | 9   | 52 | 34 | 14 | 10 | 10 | 50 | 45 | +5  | Nem kvalifikált   |
| 2008   | 15  | 30 | 34 | 8  | 6  | 20 | 31 | 53 | -22 | Második selejtező |
| 2009   | 12  | 41 | 34 | 9  | 14 | 11 | 26 | 37 | -11 | Második selejtező |
| 2010   | 16  | 30 | 34 | 7  | 9  | 18 | 31 | 55 | -24 | Nem kvalifikált   |
| 2011   | 17  | 19 | 33 | 4  | 5  | 22 | 27 | 63 | -36 | Nem kvalifikált   |

## Játékoskeret
A csapat utolsó, 2011. december 11-én megrendezett (JEF Reserves 3–3 V-Varen Nagaszaki) mérkőzésének kerete.
| #  |             | Poszt | Név               |
| -- | ----------- | ----- | ----------------- |
| 1  | Japán       | K     | Takimoto Júta     |
| 2  | Japán       | V     | Macuda Keiszuke   |
| 3  | Japán       | V     | Jaszukava Jószuke |
| 4  | Japán       | V     | Nisigó Takumi     |
| 6  | Japán       | KP    | Szaito Noriomi    |
| 7  | Japán       | V     | Macumoto Kóhei    |
| 8  | Japán       | KP    | Szató Júki        |
| 9  | Japán       | CS    | Vatanabe Maszasi  |
| 10 | Japán       | CS    | Tosima Akira      |
| 11 | Japán       | CS    | Murakami Só       |
| 13 | Japán       | CS    | Tanaka Sóta       |
| 14 | Észak-Korea | KP    | Ljum Jonggi       |
| 15 | Japán       | KP    | Jamagucsi Naota   |

| #  |               | Poszt | Név               |
| -- | ------------- | ----- | ----------------- |
| 16 | Japán         | CS    | Takeucsi Júki     |
| 17 | Japán         | K     | Hajakava Júki     |
| 18 | Japán         | CS    | Hirooka Ryan Júki |
| 19 | Japán         | KP    | Fukuda Takeru     |
| 20 | Japán         | KP    | Inaba Motoki      |
| 21 | Japán         | K     | Vakacuki Sóta     |
| 22 | Japán         | KP    | Szató Hirosi      |
| 23 | Japán         | KP    | Vatanabe Manabu   |
| 24 | Japán         | KP    | Ueda So           |
| 25 | Japán         | CS    | Akiba Nobuhide    |
| 26 | Japán         | V     | Hosino Takafumi   |
| 29 | Japán         | V     | Morimoto Kazuki   |
| 31 | Franciaország | KP    | Andrea Bre de     |